# Ensalada de Snickers
La ensalada de Snickers (en inglés Snickers salad) es una ensalada  elaborada con una mezcla de ingredientes que va desde las barras de chocolate Snickers, hasta trozos de manzana Granny Smith, y nata montada o cualquier otra mezcla comercial. La ensalada se sirve fría en un cuenco. Se trata de una receta típica de los potlucks y fiestas en la zona del Medio Oeste de Estados Unidos, donde la ensalada es muy popular junto con el arroz glorificado, la ensalada de pistacho, la ensalada de gelatina y el hotdish. En algunas ocasiones se incluye en los libros de cocina de las iglesias protestantes y se sirve en los funerales.

## Características
Las ensaladas de Snickers son por regla general un plato fácil de elaborar y permiten mezclar los ingredientes de forma sencilla. La ensalada se considera un postre muy popular. Variantes de la ensalada incluyen uvas, plátanos en rodajas, piña picada, crema de vainilla, suero de mantequilla, zumo de limón, crema agria, queso fresco y en algunas ocasiones mahonesa. Existen versiones dulces que incluyen otros tipos de chocolate, frutos secos o incluso pretzels molidos.